# 하태준
하태준(1990년 11월 15일 ~ )은 대한민국의 전직 스타크래프트 프로게이머 출신 현직 프로게임단 코치이다. herb[Shield]라는 아이디를 사용하며, 종족은 프로토스이다.
2007년 하반기 드래프트에서 온게임넷 스파키즈(전 하이트 스파키즈)의 추천선수로 입단하였다.
2008년 겨울에 공식전 데뷔전을 치른 이후 7번의 공식전을 치르는 동안 단 한 경기도 승리한 적이 없으며, 신한은행 프로리그 09-10이 종료된 이후인 2010년 8월 은퇴하였다.
2014년 9월 진에어 그린윙스의 스타크래프트 II 종목 코치로 영입되었다.

## 코치 경력
- 2015년 SK텔레콤 스타크래프트 II 프로리그 2015 1라운드 준우승 (진에어 그린윙스)
- 2015년 SK텔레콤 스타크래프트 II 프로리그 2015 2라운드 준우승 (진에어 그린윙스)
- 2015년 SK텔레콤 스타크래프트 II 프로리그 2015 3라운드 준우승 (진에어 그린윙스)
- 2015년 SK텔레콤 스타크래프트 II 프로리그 2015 통합 준우승 (진에어 그린윙스)
- 2016년 SK텔레콤 스타크래프트 II 프로리그 2016 1라운드 준우승 (진에어 그린윙스)
- 2016년 SK텔레콤 스타크래프트 II 프로리그 2016 2라운드 우승 (진에어 그린윙스)
- 2016년 SK텔레콤 스타크래프트 II 프로리그 2016 3라운드 우승 (진에어 그린윙스)
- 2016년 SK텔레콤 스타크래프트 II 프로리그 2016 통합 우승 (진에어 그린윙스)